# Tvåblad
Tvåblad, Listera ovata (L) R.Br. är en ört i familjen orkidéer.

## Beskrivning
Blommar från slutet av maj och drygt en månad framåt.
Man hör nästan på namnet hur orkidéen kommer att se ut. Den har två stora blad som sitter 1 dm från marken. Läppen på blomman är kluven och grön nästan helt och hållet.
I Sverige är arten fridlyst.

## Habitat
- Norden 
  - i Norge upp till 950 m ö h.
- Norra halvklotet

## Biotop
Öppna ängar, ängar i skog. Kalkgynnad.

## Etymologi
- Släktnamnet Listeria är en eponym till heder för den brittiska läkaren och naturforskaren Martin Lister (1638 — 1712).
- Artepitetet ovata härleds från latin ovum = äggformad. Detta syftar på bladens form.

## Bygdemål
| Namn       | Trakt | Förklaring | Referens |
| ---------- | ----- | ---------- | -------- |
| Tveblad    | ?     |            | [ 1 ]    |
| Tväblada   | ?     |            | [ 1 ]    |
| Tubladsört | ?     | 1600-talet | [ 1 ]    |

## Bilder

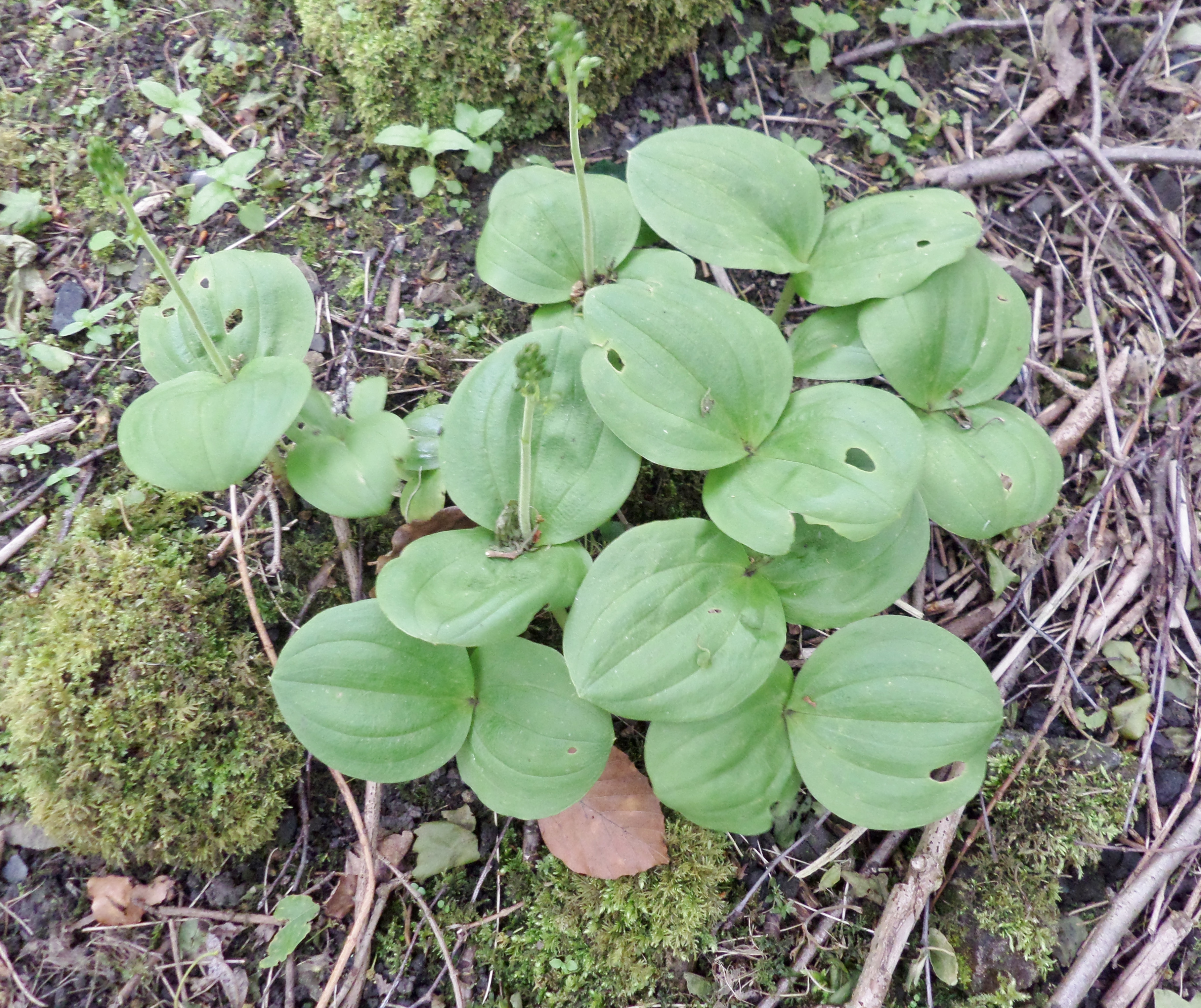
Ung planta, blomstängeln är ännu i sin början, och kan bara anas bland bladen.
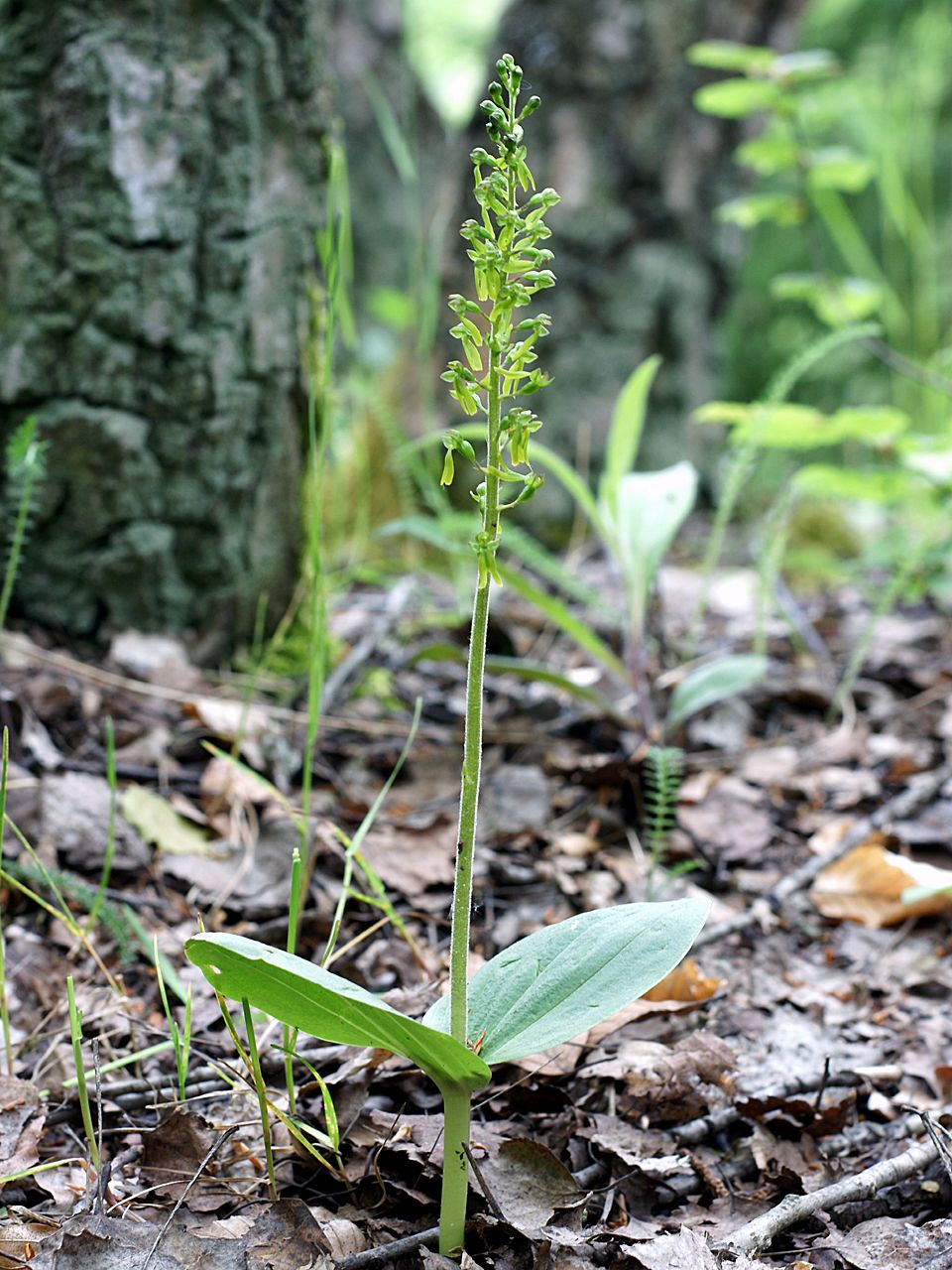
De två bladen sitter en bit upp på stjälken.
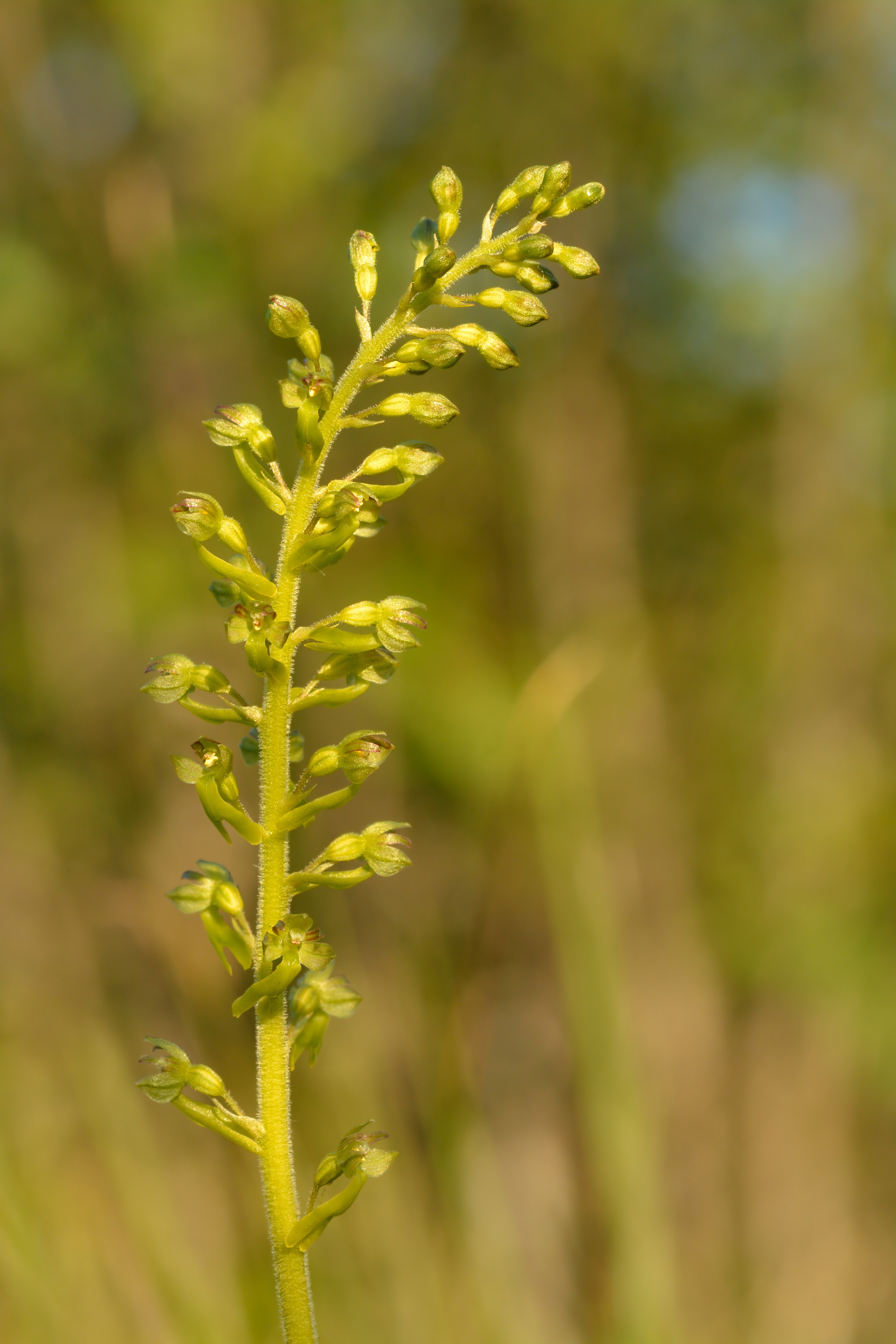
Blommorna är helt små, och sitter på ett småax-liknande strå.
Småax.
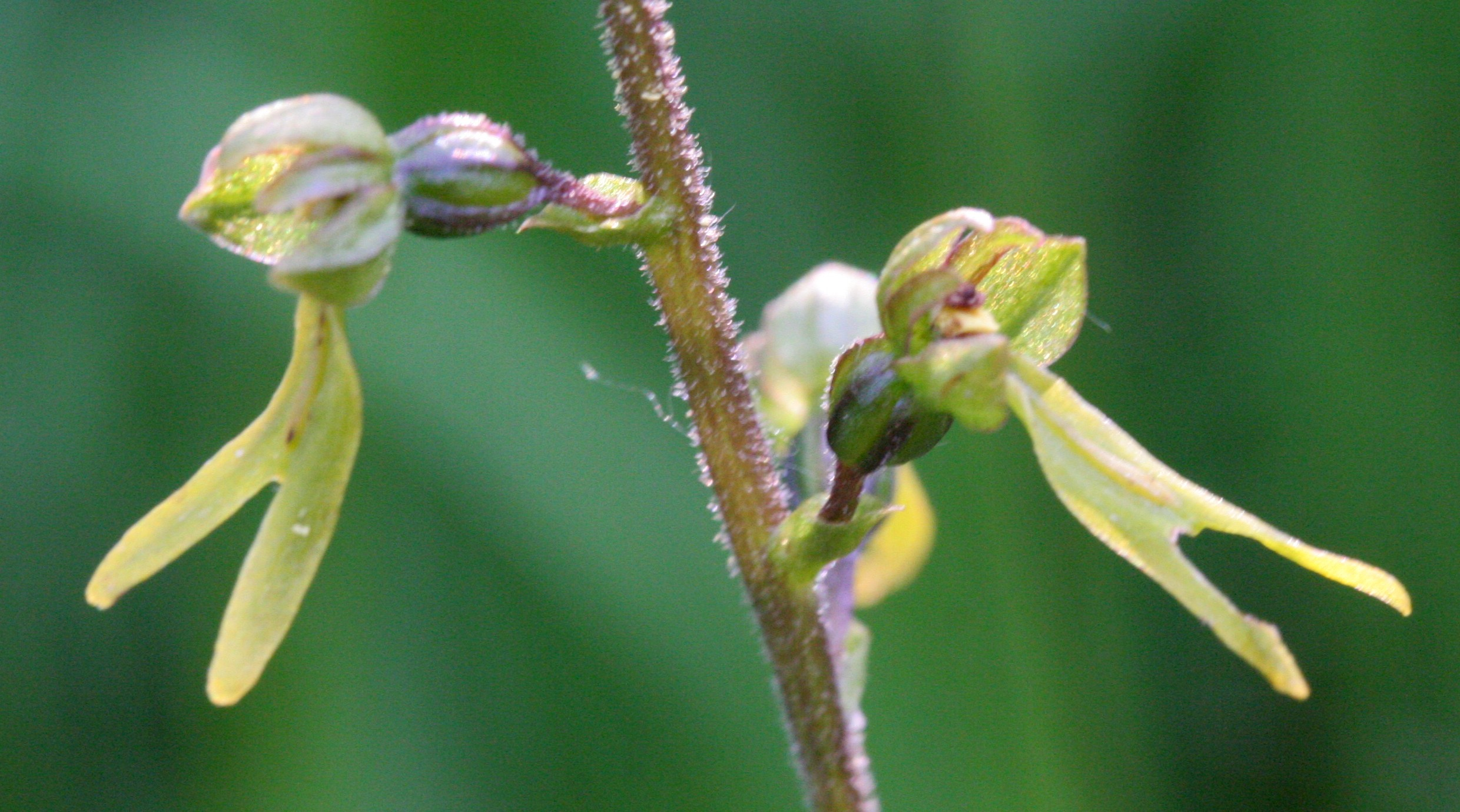
Blommor.
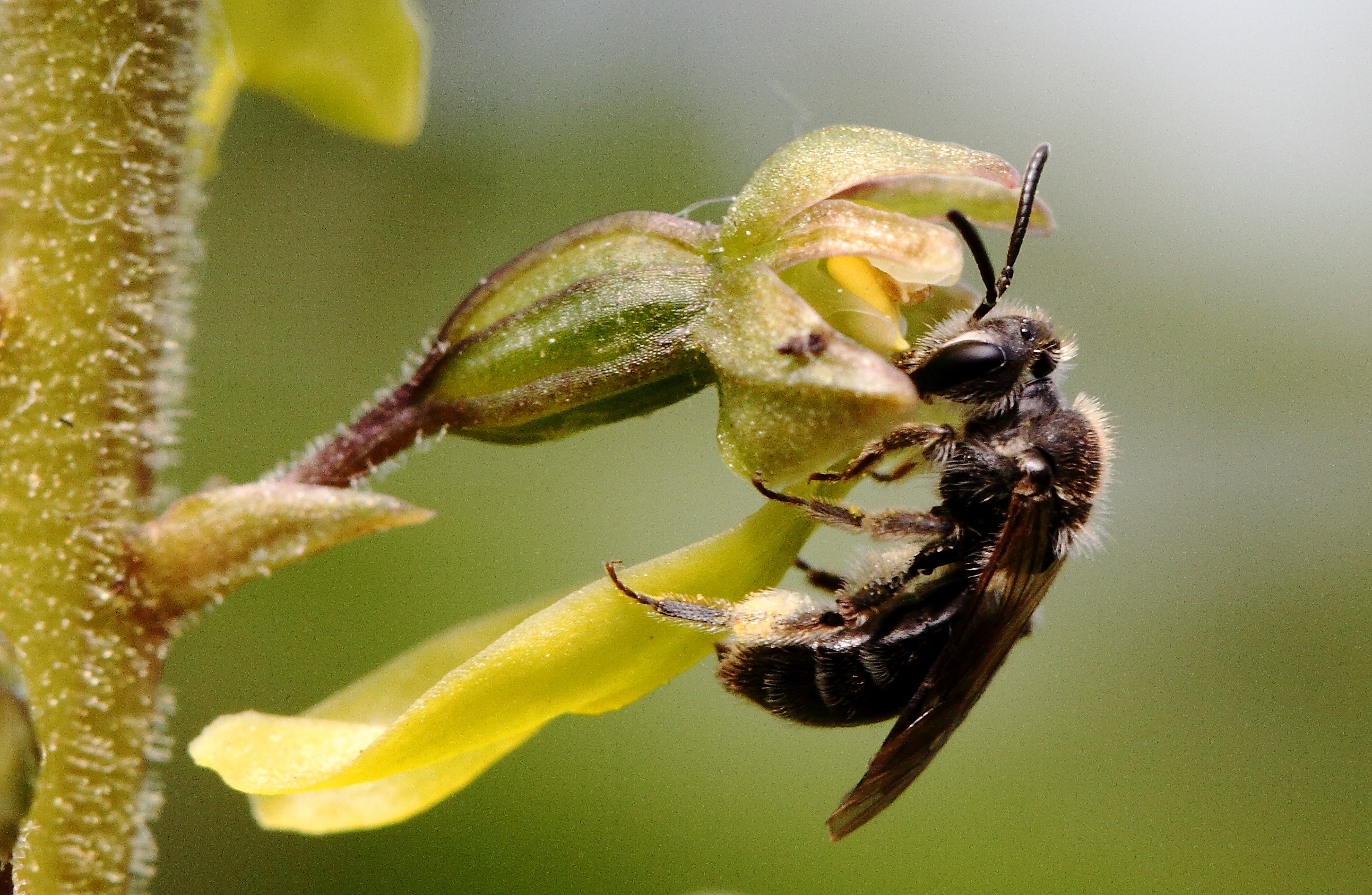
Blomma med besök av insekt, som suger nektar.
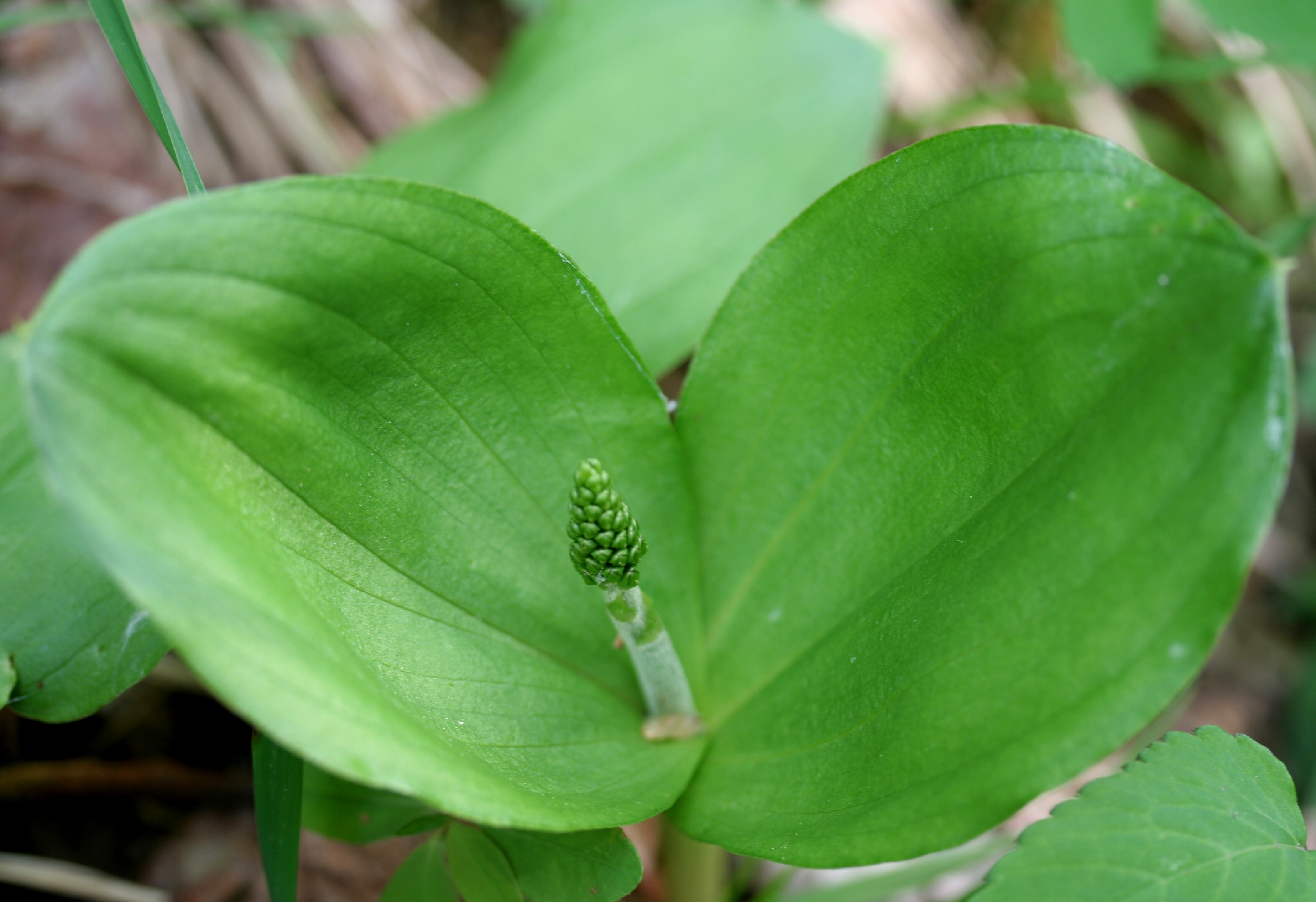
Begynnande fruktstängel.
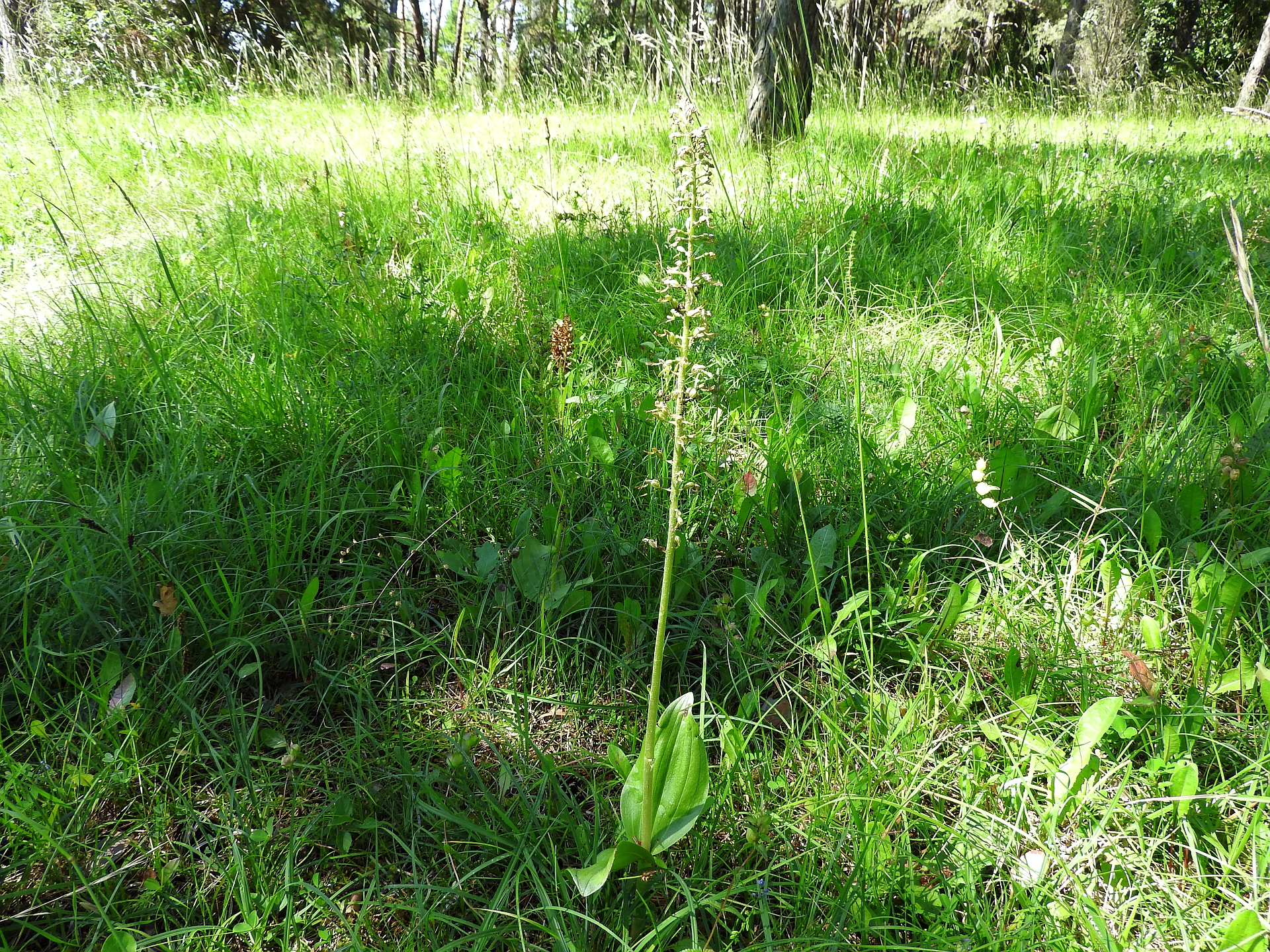
Habitat.